# Эвенепул, Анри
Анри Жак Эдуар Эвенепул (фр. Henri Evenepoel; 3 октября 1872, Ницца, Франция — 27 декабря 1899, Париж, Франция) — французский живописец, рисовальщик и гравёр бельгийского происхождения, большинство работ которого были выполнены в фовистском стиле.

## Биография
Родился в Ницце в бельгийской семье. Проходил обучение сперва в академии искусств в Сен-Жосс-тен-Ноде, а потом — в Бельгийской Королевской Академии изящных искусств в Брюсселе, где изучал живопись и декоративно-прикладное искусство.
В 1892 году поселился в Париже. Давал уроки декоративно-прикладного искусства, потом работал в ателье Гюстава Моро, который познакомил молодого художника с фовистами Анри Матиссом и Жоржем Руо. Вскоре благодаря им Эвенепул увлёкся этим направлением в живописи.
Художественный дебют Эвенепула в Парижском салоне состоялся в 1894 году, где был представлен портрет его кузины Луизы. В следующем году, участвуя в выставке на Марсовом поле, он представил уже четыре портрета. Впоследствии Эвенепул регулярно выставлялся на Марсовом поле вплоть до его смерти.
Зимой 1897-1898 годов Эвенепул находился в Алжире. В этот же период — с декабря 1897 по январь 1898 года — в Брюсселе проходила его первая персональная выставка. Чаще всего среди работ живописца встречались портреты членов его семьи, а также друзей — портрет был его любимым жанром. В картинах Эвенепула чувствовалось влияние Эдуара Мане и Джеймса Уистлера, а парижского периода — также Анри де Тулуз-Лотрека и Жан-Луи Форена. И, если его ранние полотна выполнялись в тёмных тонах, то со временем Эвенепул перешёл к более яркой, смелой палитре.
Помимо живописных портретов, Эвенепул рисовал плакаты, графические рисунки, литографии. Он умер в возрасте 27 лет в Париже в 1899 году.

## Галерея

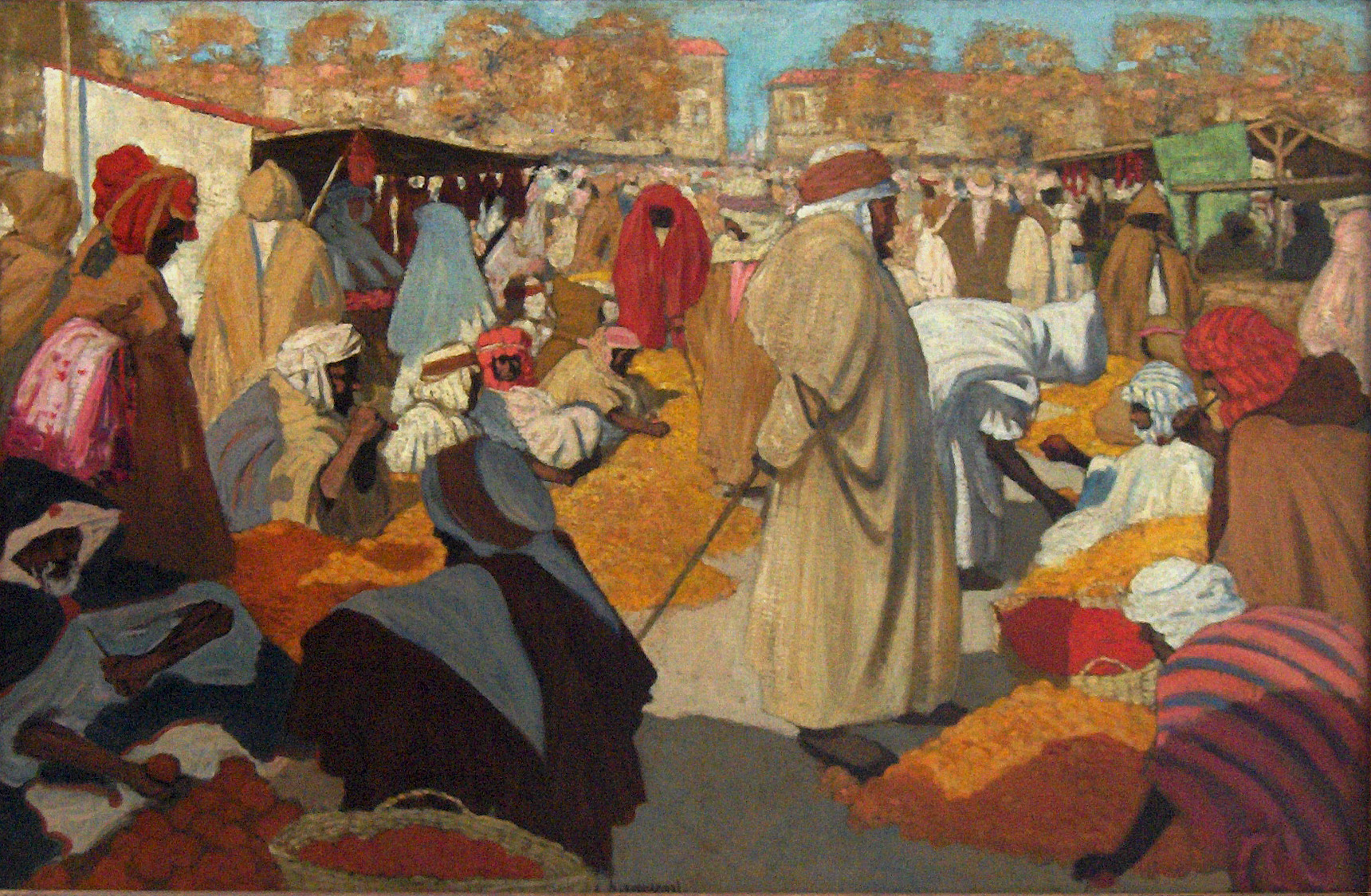
Оранжевый рынок в Блида, 1898
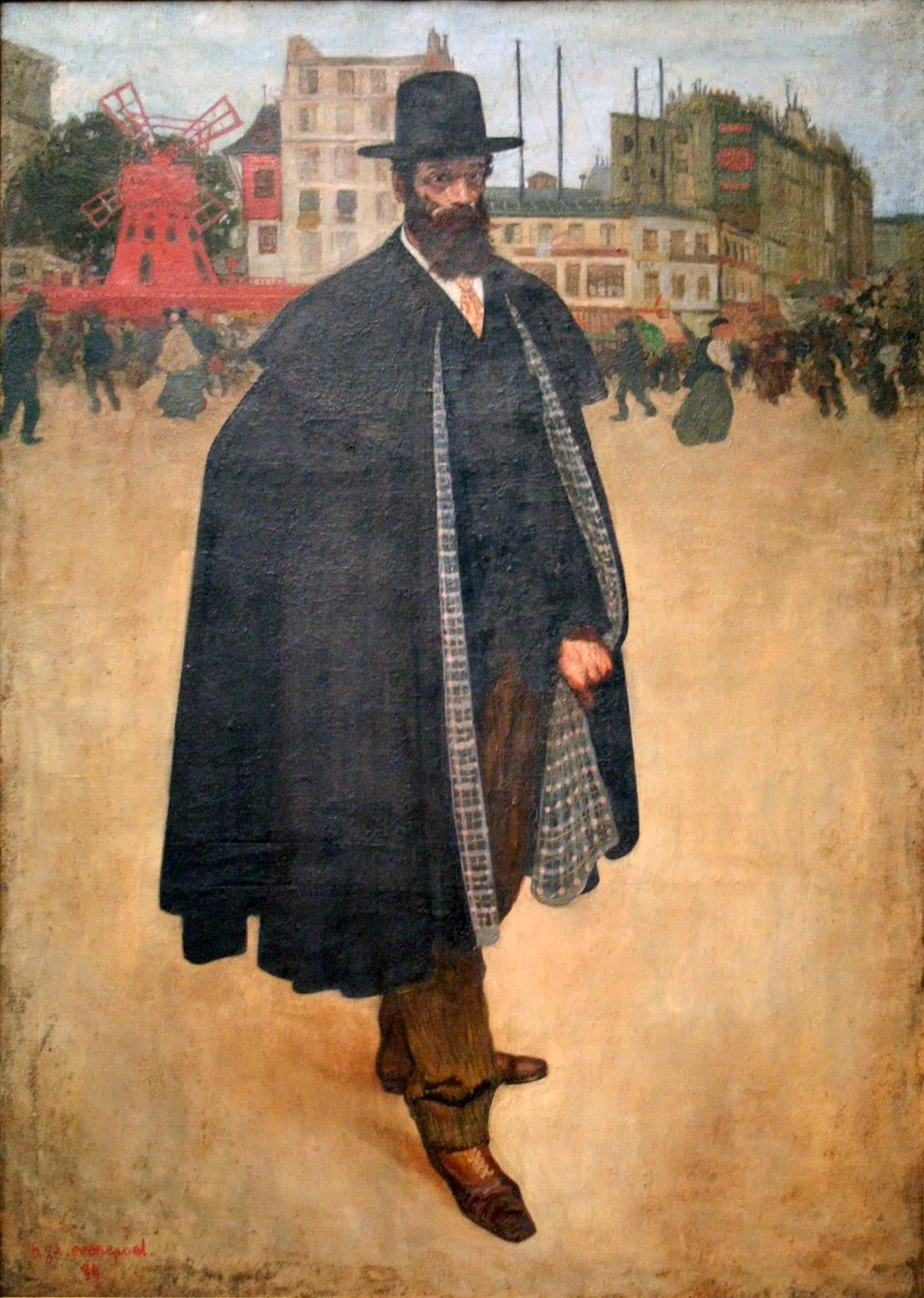
Испанец в Париже, 1899
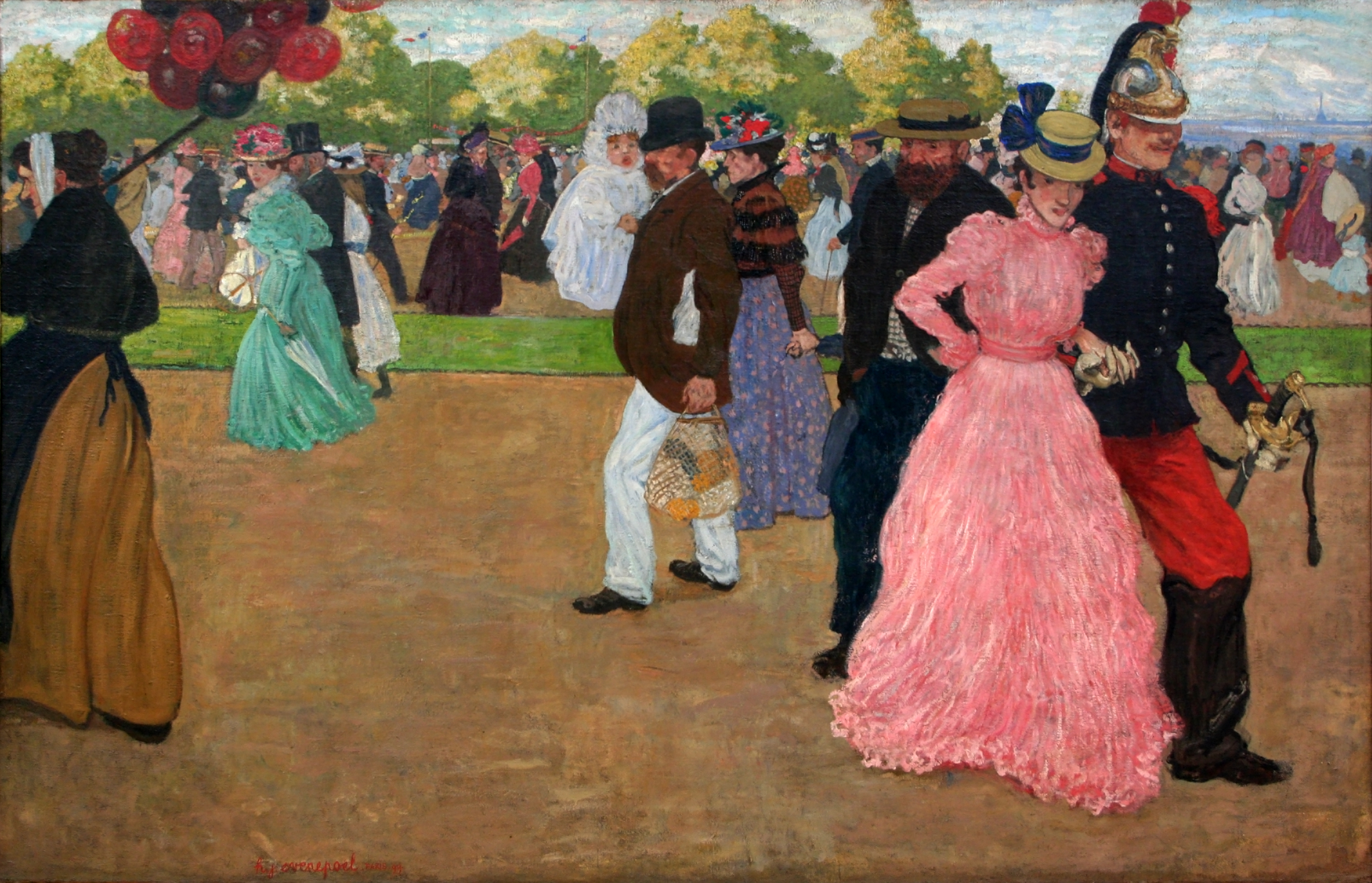
Воскресная прогулка в Булонском лесу, 1899
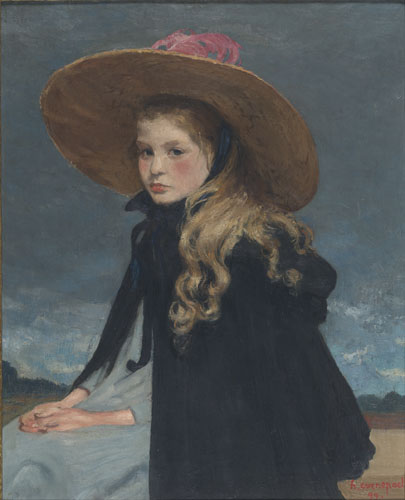
Генриетта в большой шляпе, 1899